# Gaston Franco

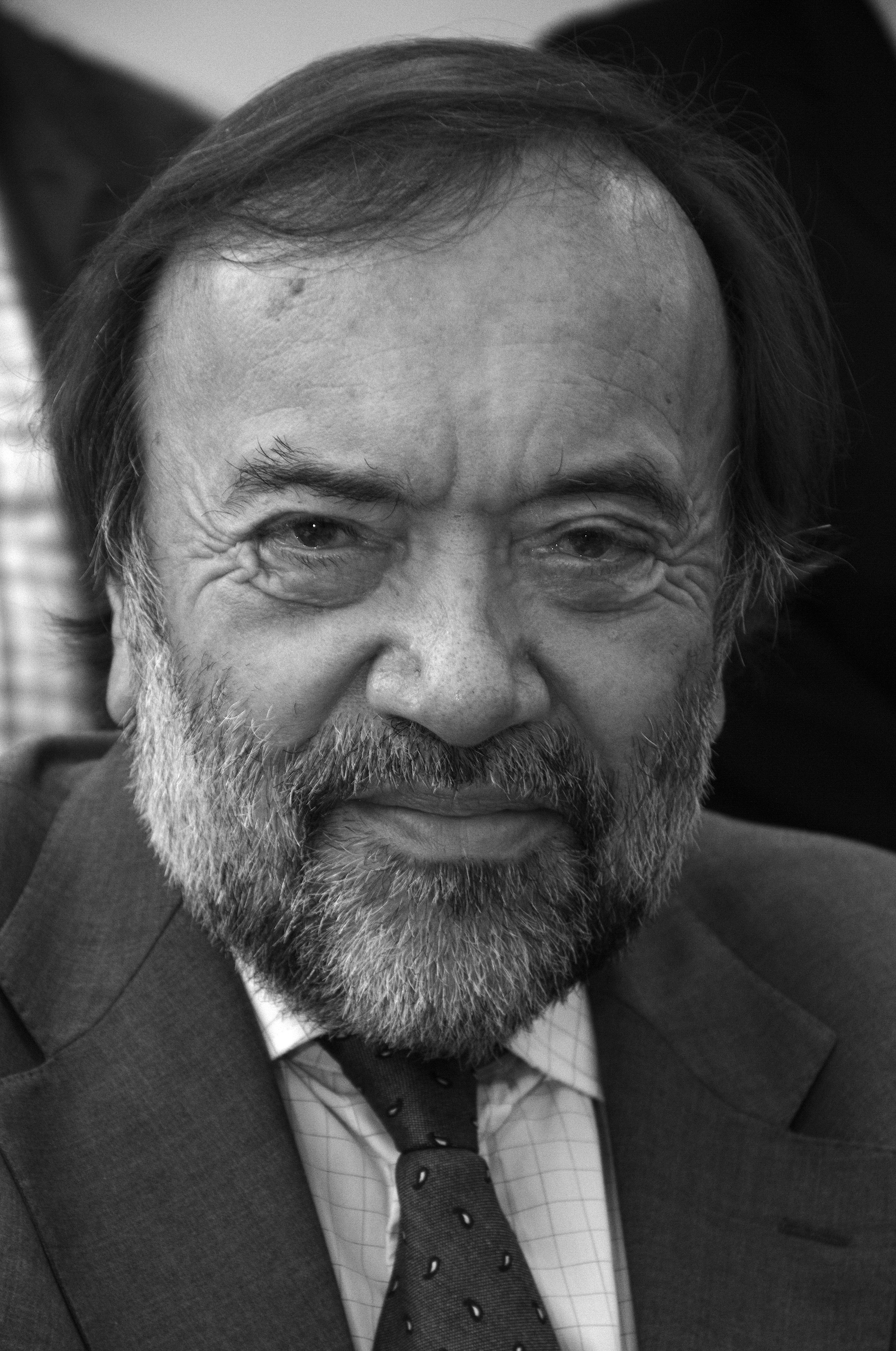
Gaston Franco

Gaston Franco (* 4. Februar 1944 in Roquebillière, Alpes-Maritimes) ist ein französischer Politiker der Union pour un mouvement populaire (UPM).

## Leben
Franco studierte Politikwissenschaft. Von 1985 bis 2008 war er Mitglied des Generalrats des Départements Alpes-Maritimes und amtete von 1991 bis 1994 in dieser Funktion als Vizepräsident. Seit 1989 ist er Bürgermeister von Saint-Martin-Vésubie im Vésubie-Tal. Von 1993 bis 1997 war Franco für die Rassemblement pour la République Abgeordneter der französischen Nationalversammlung. Danach war er von 1998 bis 2008 Generaldirektor des Fremdenverkehrsamtes von Nizza. Von 2005 bis 2008 gehörte er dem Verwaltungsrat des Nationalparks Mercantour und bekleidete unter anderem auch den Posten des Vorsitzenden. Franco ist seit 2009 Abgeordneter des Europäischen Parlaments.
Als solcher ist Franco Mitglied im Ausschuss für Industrie, Forschung und Energie und in der Delegation für die Beziehungen zum Palästinensischen Legislativrat.
Als Stellvertreter ist Franco im Ausschuss für Umweltfragen, öffentliche Gesundheit und Lebensmittelsicherheit; in der Delegation für die Beziehungen zu Kanada, sowie der Delegation in der Paritätischen Parlamentarischen Versammlung AKP-EU und in der Delegation in der Parlamentarischen Versammlung der Union für den Mittelmeerraum tätig.
Des Weiteren ist er seit 2010 Mitglied des Regionalrats der Region Provence-Alpes-Côte d’Azur.
Franco ist Träger des Ordens des heiligen Karl.